# Fernand Chalandre
Fernand Chalandre, né à Nevers le 23 juillet 1879 et mort le 21 mars 1924 dans cette même ville, est un graveur français.

## Biographie
Fernand Chalandre est le fils d'un peintre céramiste installé à Nevers, rue de la Raie. Il étudie à l’école des arts de la ville et se spécialise dans la gravure sur cuivre puis sur bois.
Dès 1904, il se met à graver de nombreux aspects de la capitale nivernaise. À compter de 1912, il expose régulièrement au Salon des artistes français.
À la suite d'un accident, il perd l'usage de ses jambes et ne se déplace plus qu'en chaise roulante, avec laquelle il parcourt la ville tout en dessinant. Il part quelque temps vivre à Cosne-sur-Loire et à  La Charité-sur-Loire.
Il forme Étienne Gaudet à la gravure. Il est proche entre autres des artistes André Deslignères, Jean Arnavielle, Georges Tardy, Pierre Péradon, Maurice Locquin, et du chroniqueur Francis Guyonnet, avec qui il constitue un courant de la gravure ancré à Nevers et qui fait école.
Sa santé s'altère à partir de 1923 et il meurt dans son atelier à Nevers.
Son œuvre est principalement réunie au Musée de la Faïence et des Beaux-Arts de Nevers.

## Livres illustrés
- Raoul Toscan, Les poèmes du clocher, L'Avenir, 1913.
- Fanchy, Le rimoir, R. Thoreau Impr., 1923.
- Claude Aveline, Petite histoire de la Charité, 1924.